# Hauptstrasse 348
Die Hauptstrasse 348 (auch Glatttalstrasse bzw. im südlichen Abschnitt Zürcher Unterlandstrasse) ist eine Hauptstrasse im Schweizer Kanton Zürich. Sie verbindet die Hauptstrasse 7 bei Glattfelden mit der Hauptstrasse 4 in Zürich-Seebach.
Die Kantonsstrasse ist im südlichen Hauptschnitt als Hauptverkehrsstrasse (HVS) und im nördlichen Teil als Regionale Verbindungsstrasse (RVS) klassiert.

## Verlauf
Die Route beginnt nahe am Hochrhein und unweit der Landesgrenze zu Deutschland im unteren Glattal und führt rund 22 Kilometer weit gegen Süden bis nach Zürich-Seebach. Sie verläuft dabei in mehr oder weniger grossem Abstand links von der Glatt, ohne diesen Fluss selbst zu überqueren.
Von der Auffahrt Glattfelden-West der Schnellstrasse 50, die als Umfahrung von Glattfelden im Verlauf der Hauptstrasse 7 dient, verläuft die Aarütistrasse, die frühere Hauptstrasse 7 bei Glattfelden, gegen Südosten. Bei der Kreuzung Büel zweigt die Hauptstrasse 348 als Kiesstrasse ab, passiert das Gelände des Kieswerks Stadel auf der Ostseite und verläuft östlich von Windlach und Stadel über die von Gletschermoränen gebildete Hügellandschaft nach Neerach. Bei Stadel passiert die Strasse das von der Schweizer Armee im Zweiten Weltkrieg gebaute Geländepanzerhindernis T 2727 der Sperrstelle Stadel, ein militärhistorisches Denkmal von nationaler Bedeutung.
Ungefähr bei der ehemaligen Panzersperre T 2727 neben der Strasse, die heute ein Schutzgebiet der Naturschutzorganisation Pro Natura ist, kommt der Strassenverlauf in die Zone mit vielen Spuren der Landschaftsgeschichte seit dem Eiszeitalter, die unter der Bezeichnung Glaziallandschaft zwischen Neerach und Glattfelden im Bundesinventar der Landschaften und Naturdenkmäler von nationaler Bedeutung (BLN) aufgeführt und beschrieben ist. Darin durchquert sie das Neeracher Ried, das grösste Flachmoor der Nordschweiz, das wegen seiner wertvollen Feuchtgebiete auch im Bundesinventar der Moorlandschaften von besonderer Schönheit und von nationaler Bedeutung verzeichnet ist und zudem als Brut- und Rastplatz für Wasser- und Zugvögel von internationaler Bedeutung gilt.
Im Gebiet von Neerach und Höri durchquert die Hauptstrasse auf dem Trasse der alten Kaiserstuhlstrasse seit dem 19. Jahrhundert das bedeutende Flachmoor und trifft im Sumpfgebiet beim Grosskreisel nahe Oberhöri auf die ebenfalls durch das Moor führende Wehntalerstrasse (Hauptstrasse 348.1). Am Rand des Moors überquert sie den Fischbach, der mit dem Saumbach das Moor entwässert und ein Zufluss der Glatt ist. In diesem Gebiet sollen die Hauptstrassen gemäss dem kantonalen Richtplan ausserhalb der national geschützten Moorlandschaft neu angelegt werden.
In Niederglatt erreicht die Hauptstrasse das Gebiet der Agglomeration Zürich. Sie durchquert die Ortschaft Niederglatt, wo mehrere abzweigende Gemeindestrassen die Glatt überqueren. Bei Oberglatt und Rümlang ist die Strecke als Umfahrungsstrasse ausgebaut, die mit Verkehrskreiseln und kreuzungsfreien Anschlussbauwerken einen flüssigen Verkehr auf der wichtigen Zürcher Ausfallstrasse ermöglicht.
Neben dem Gewerbegebiet nördlich von Rümlang liegt die Strasse nahe am national bedeutenden Naturschutzgebiet Altläufe der Glatt und im weiteren Verlauf, wieder unweit der Glatt, als Flughofstrasse nahe am Gelände des Flughafens Zürich und vor dem Ende der Start- und Landebahn 10/28. Westlich von Glattbrugg hat sie in ihrem Verlauf die grossen Kreuzungsbauwerke mit der Birchstrasse und der Autobahn A1. Sie unterquert die Bahnstrecke von Zürich-Oerlikon nach Schaffhausen und im Eichraintunnel das Sportareal Eichrain von Zürich-Seebach. In diesem Stadtquartier mündet die Umfahrungsstrasse wieder in die alte Glatttalstrasse, der sie gegen Südosten bis zur Kreuzung mit der Schaffhauserstrasse (Hauptstrasse 4) im Zentrum von Seebach folgt.

## Verkehr
Die Hauptstrasse spielt für den Schwerverkehr zu den Kieswerken und Deponien von Stadel und Weiach eine wichtige Rolle. Die Eberhard Holding AG mit Sitz in Kloten führt das Kiesabbauunternehmen Weiacher Kies und eine grosse Recyclinganlage in Rümlang direkt neben der Hauptstrasse 348.
Abschnitte der Strasse werden von verschiedenen Buslinien des öffentlichen Verkehrs benützt.
- Zürcher Verkehrsverbund (ZVV) Linie 742 Bahnhof Rümlang – Zürich-Seebach
- Verkehrsbetriebe Glattal (VBG) Linie 797 Oberhasli Dorf – Bahnhof Rümlang
- Postauto Linie 510 Zürich Flughafen – Kaiserstuhl[8]
- Postauto Linie 525 Bahnhof Bülach – Bahnhof Oberglatt
- Postauto Linie 535 Bahnhof Bülach – Bahnhof Oberglatt

An der Hauptverkehrsachse ist fast durchwegs ein separater Velostreifen vorhanden.

## Bilder

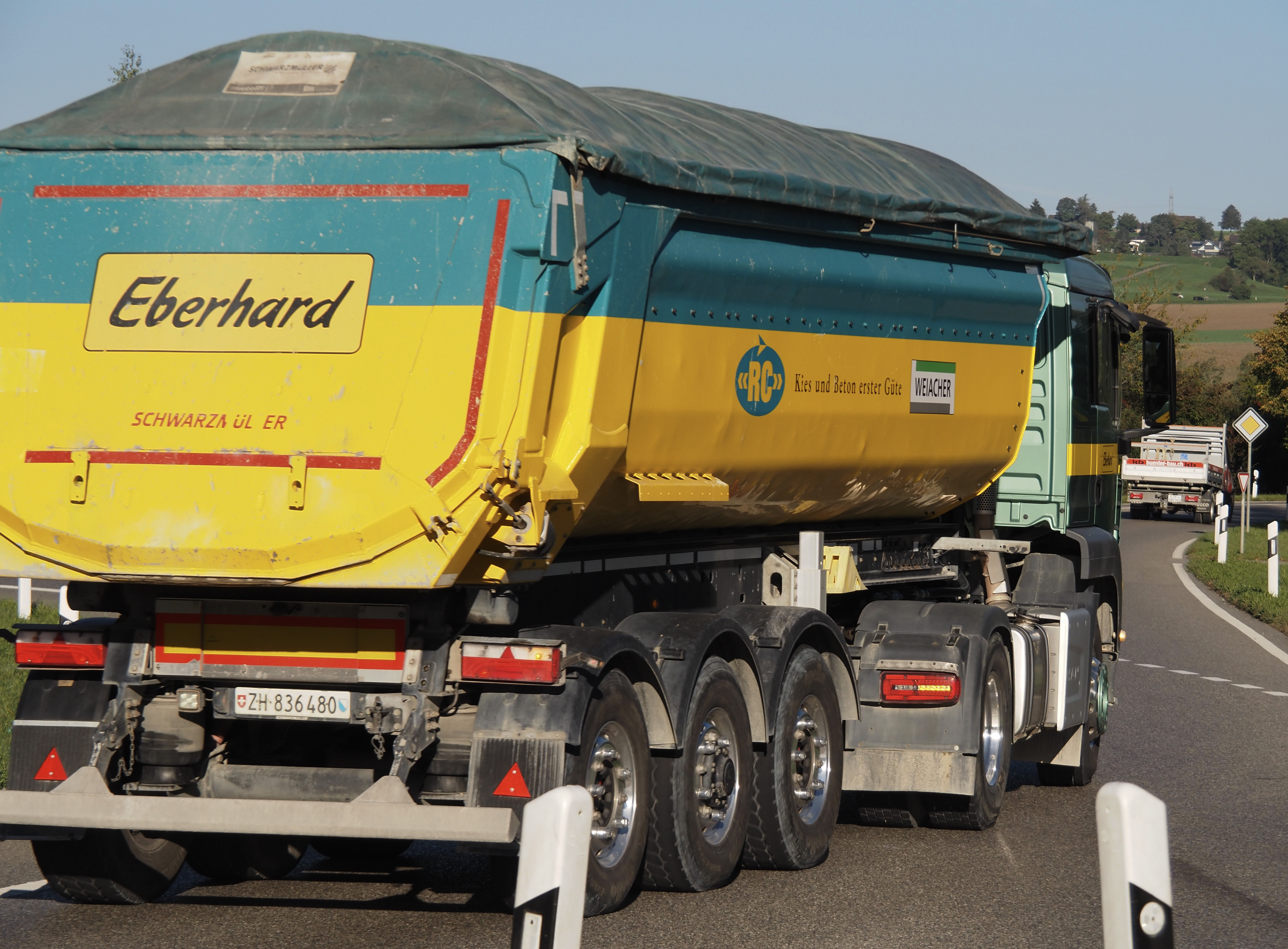
Lkw im Neeracherried
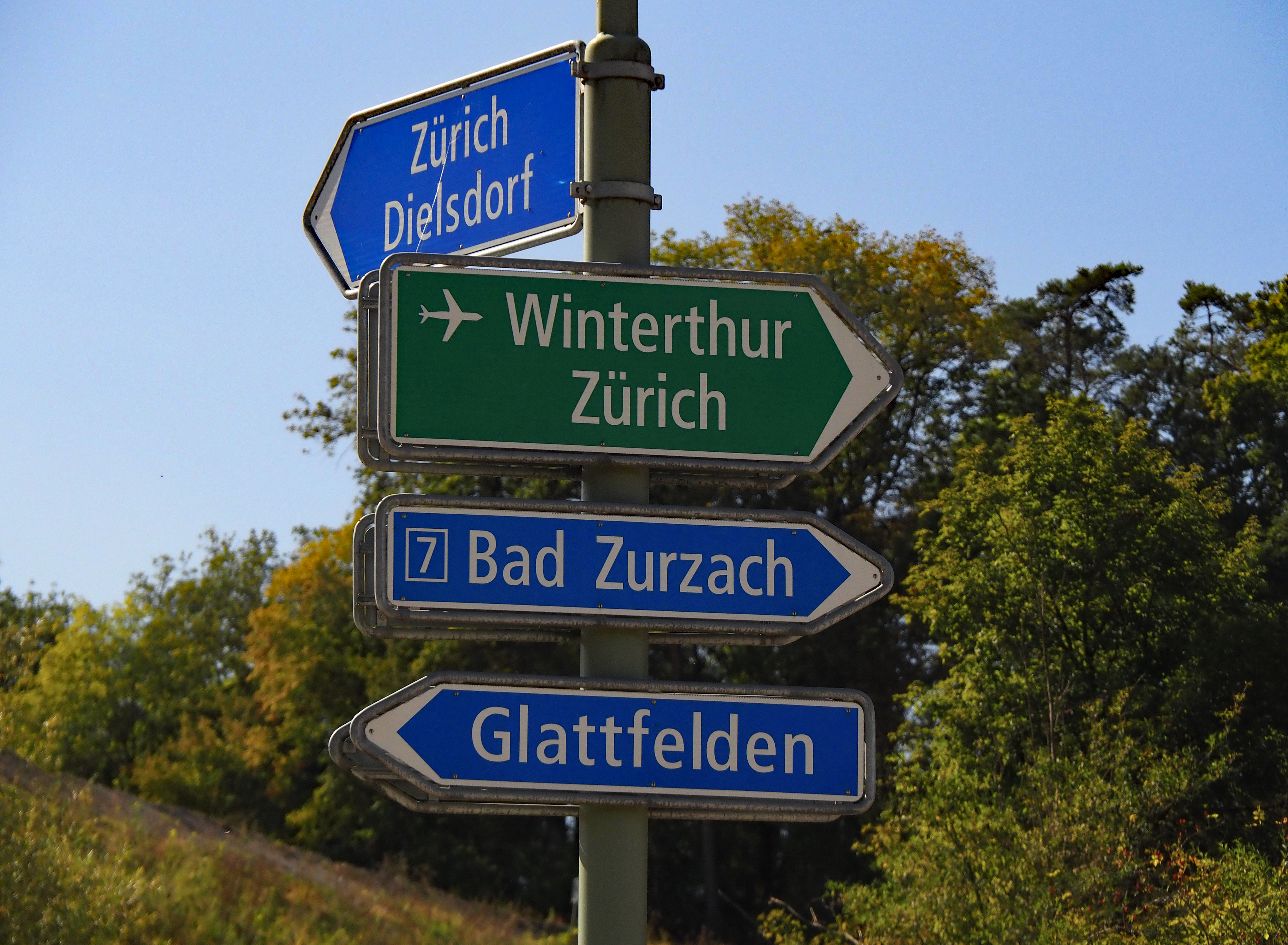
Kreuzung Aarütistrasse
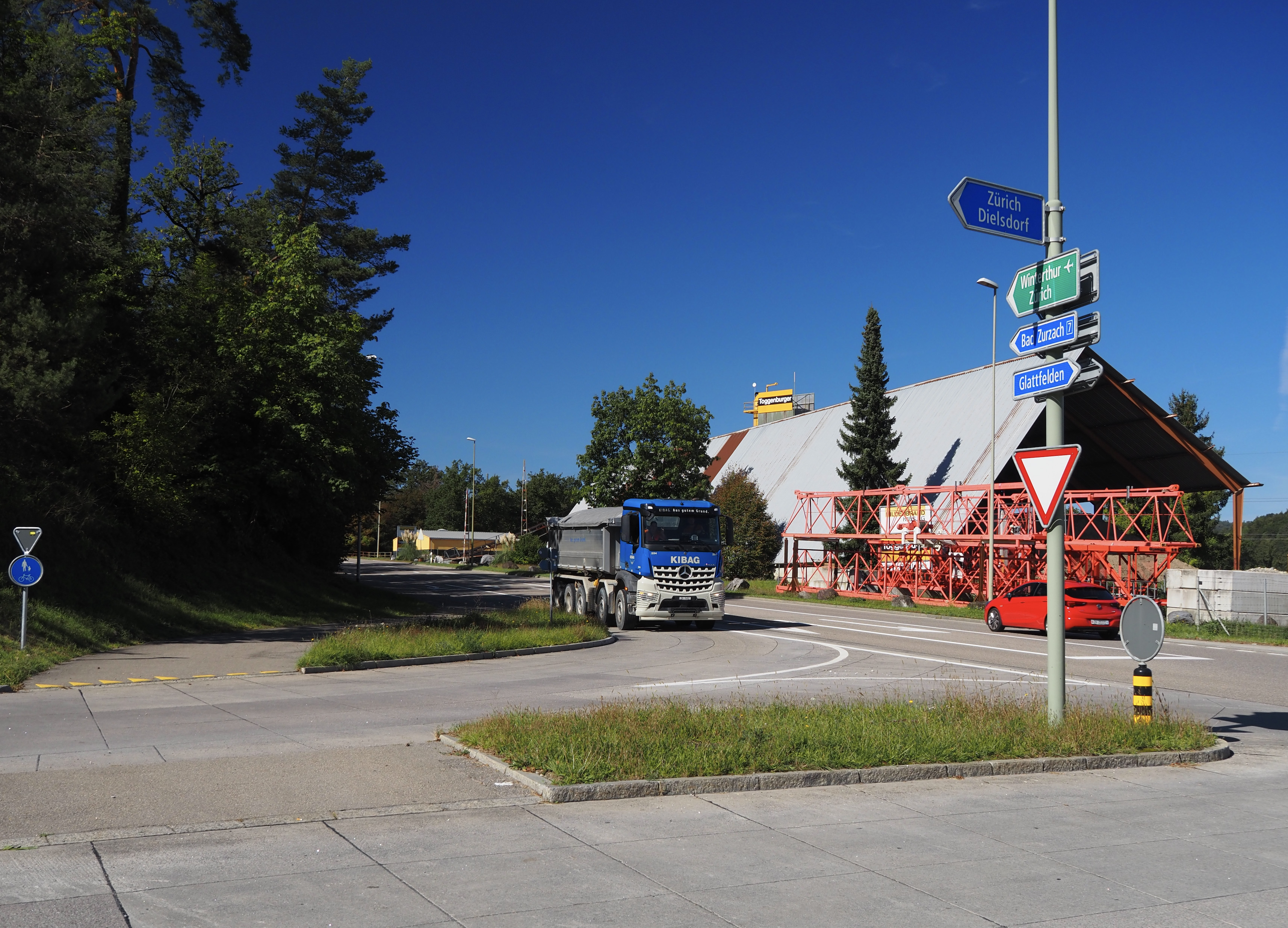
Kreuzung Aarütistrasse-Kiesstrasse
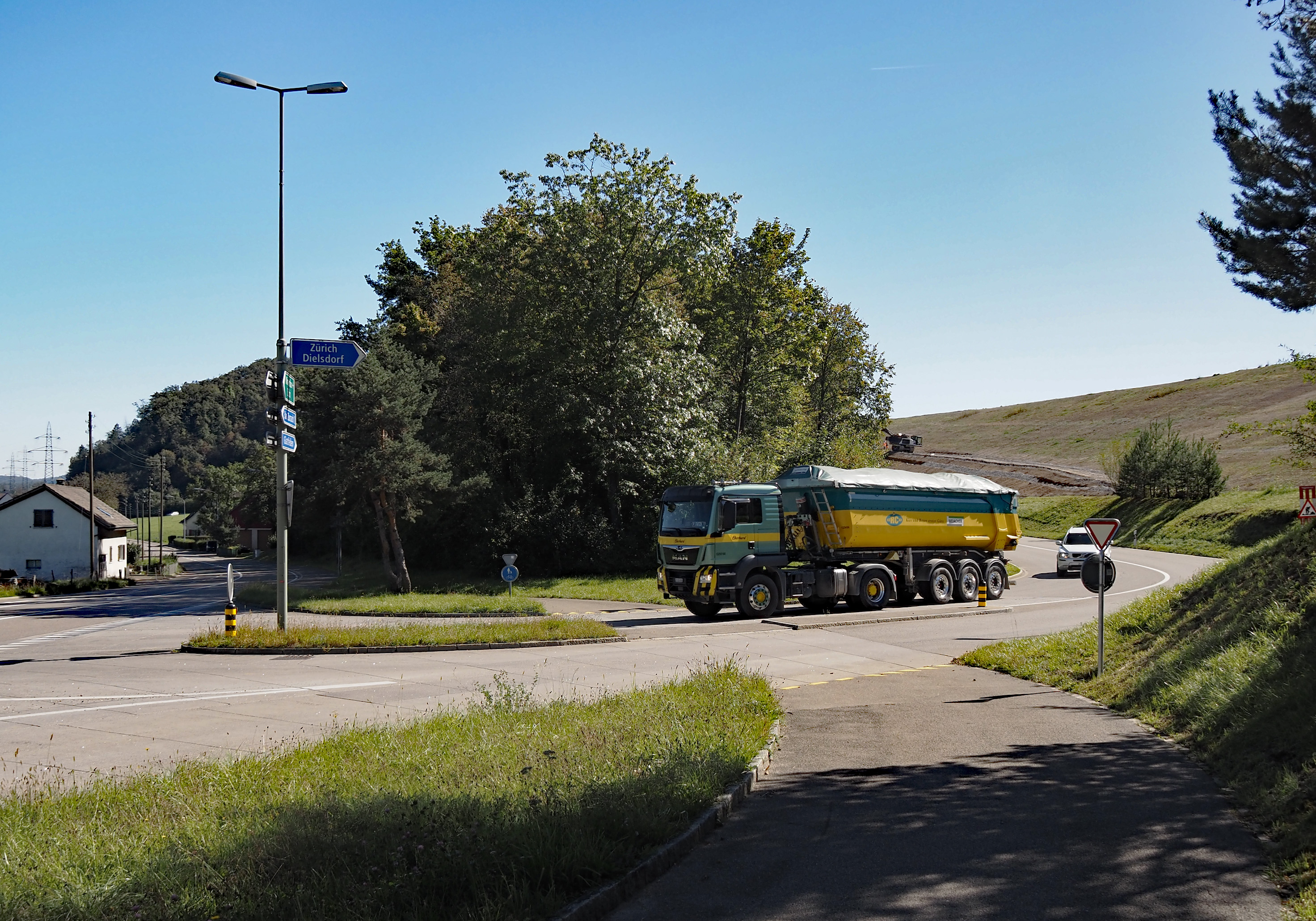
Kiesstrasse
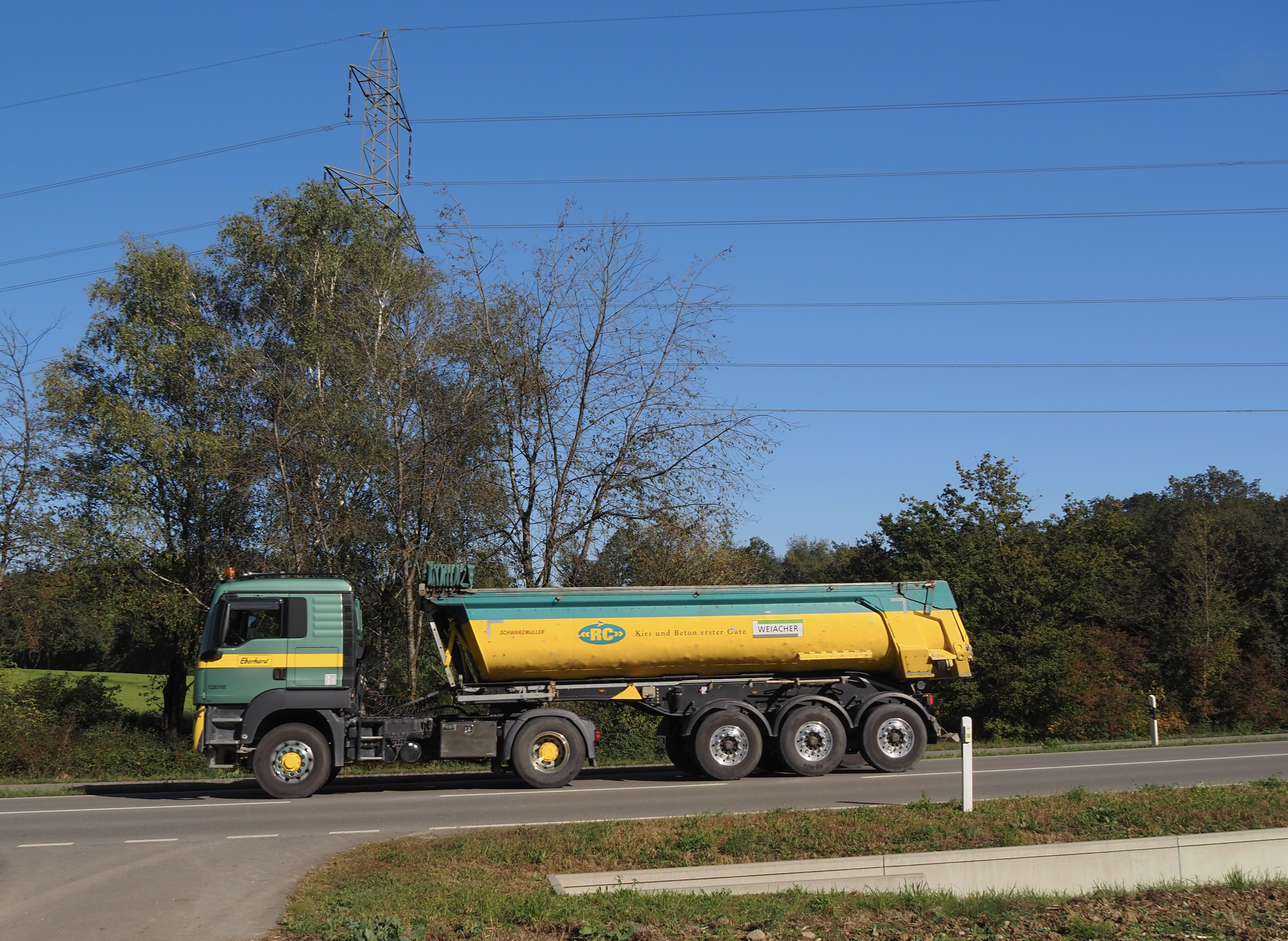
Lkw von Eberhard bei Neerach
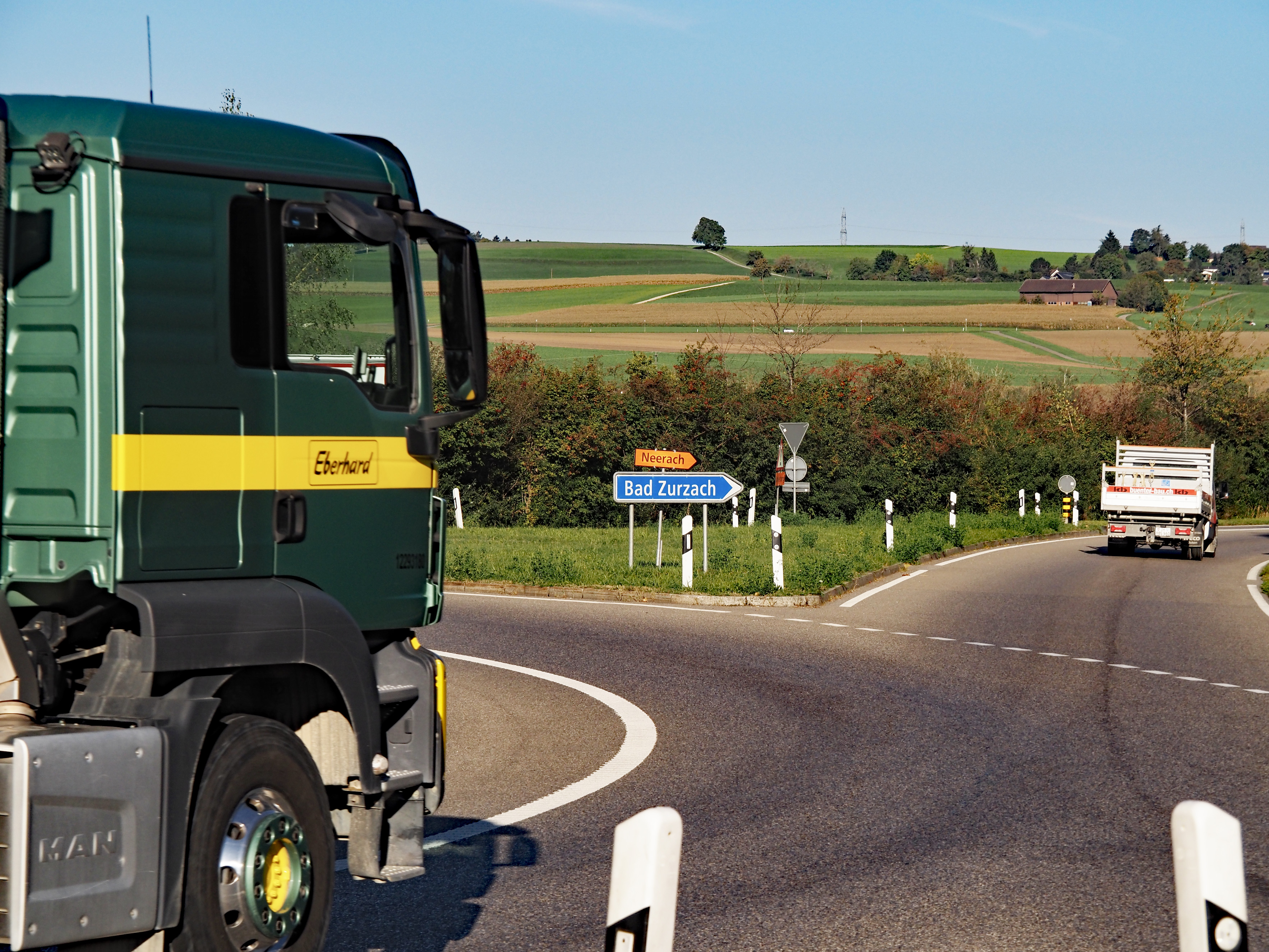
Kreisel im Neeracherried
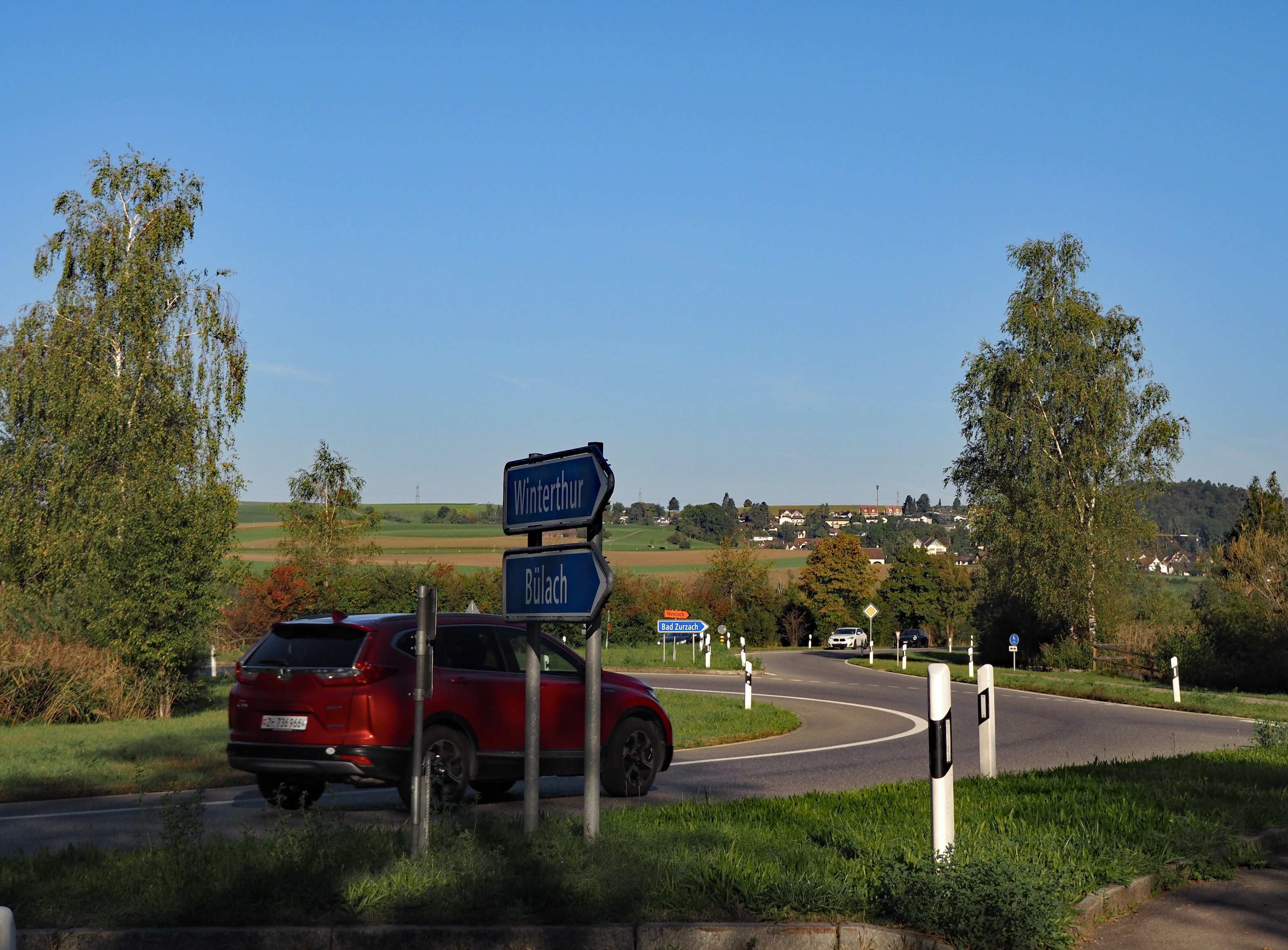
Kreisel im Neeracherrief
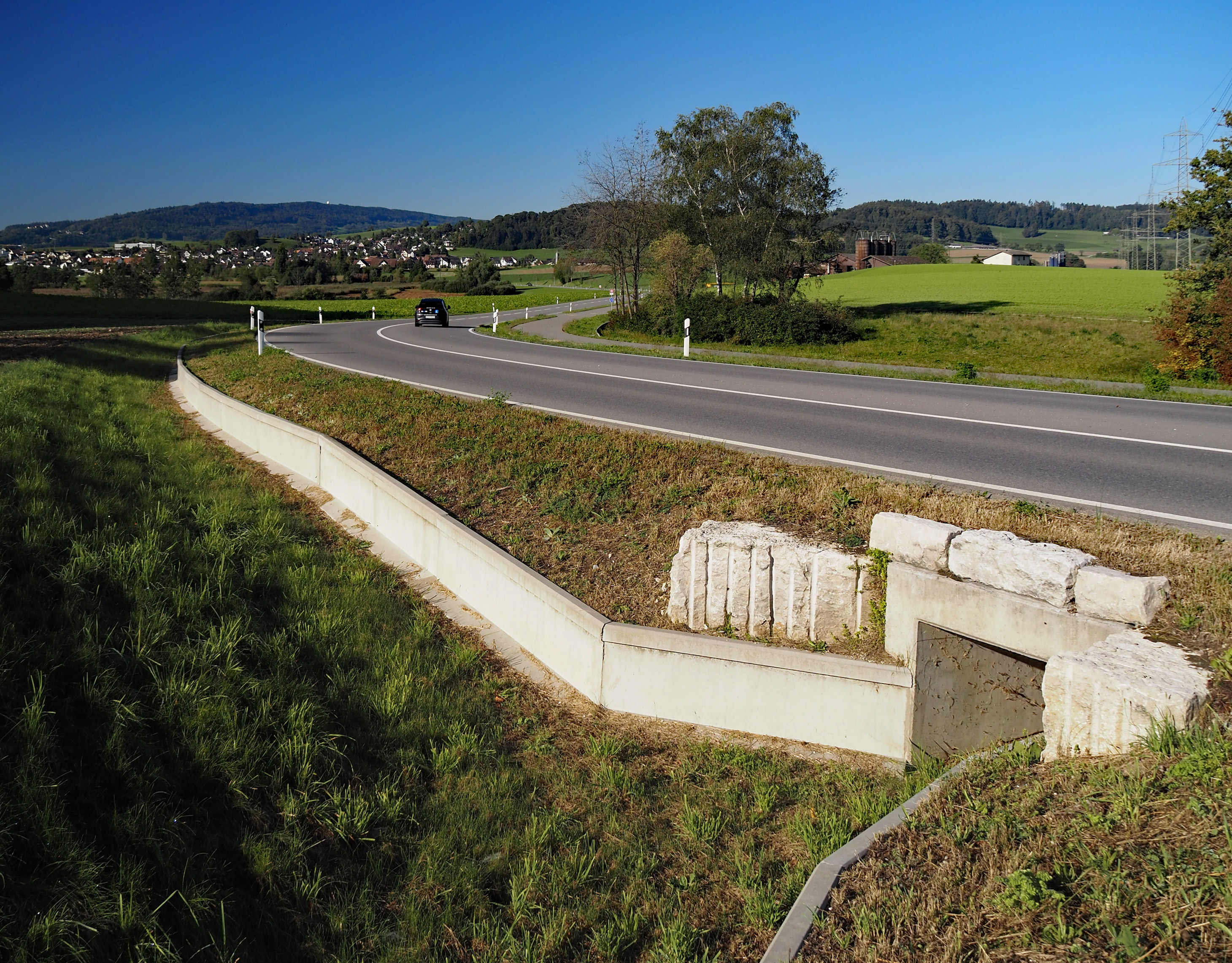
Amphibienleitwerk mit Kleintiertunnel bei Neerach